# Aphomoeoma
Aphomoeoma este un gen de molii din familia Lymantriinae.